# Brigantine
Brigantine es una ciudad ubicada en el condado de Atlantic en el estado estadounidense de Nueva Jersey. En el año 2010 tenía una población de 9.450 habitantes y una densidad poblacional de 565.9 personas por km².

## Geografía
Brigantine se encuentra ubicado en las coordenadas 39°24′49″N 74°22′46″O / 39.41361, -74.37944.

## Demografía
Según la Oficina del Censo en 2000 los ingresos medios por hogar en la localidad eran de $44,639 y los ingresos medios por familia eran $51,679. Los hombres tenían unos ingresos medios de $40,523 frente a los $29,779 para las mujeres. La renta per cápita para la localidad era de $23,950. Alrededor del 9.4% de la población estaba por debajo del umbral de pobreza.